# Đảo Bukom
Đảo Bukom, còn được gọi là đảo Bukum là một hòn đảo nhỏ của Singapore, nằm cách đảo chính của Singapore khoảng 5 km về phía nam, ngoài khơi eo biển Singapore. Đảo Bukom có diện tích khoảng 1,45 km2 (0,56 dặm vuông Anh).